# Elias Meiri
Elias Meiri (Petach Tikwa, 1959) is een Israëlische jazzpianist.

## Biografie
Meiri begon op 4-jarige leeftijd piano te spelen. Hij studeerde later af aan de Talma Yalin High School in Tel Aviv en studeerde aan het Berklee College of Music in Boston.
Hij werkte vervolgens met beroemdheden als Dizzy Gillespie, David Liebman en Steve Grossman. In 1985 behaalde hij de tweede plaats tijdens de internationale jazzcompetitie in Leverkusen en vervolgens de eerste plaats in de internationale competitie in Hoilaart in België. In 1987 was hij de eerste in de internationale competitie voor jazzpianisten in Kalicz, Polen. Hij woont sinds 1987 in Wenen. Het duo, bestaande uit hem en zijn muzikale partner Timna Brauer, dat deelnam aan festivals zoals in Montreux, Parijs, Lugano en Wenen, won de internationale jazzwedstrijd in La Défense in 1990. In hetzelfde jaar presenteerden de twee ook hun eigen televisieprogramma in Oostenrijk.
Hij speelt ook in het Elias Meiri Trio, geeft les in piano en improvisatie en is toegewijd aan de compositie en productie van zijn cd's.

## Privéleven
Meiri en Timna Brauer hebben samen twee volwassen kinderen, een dochter en een zoon.

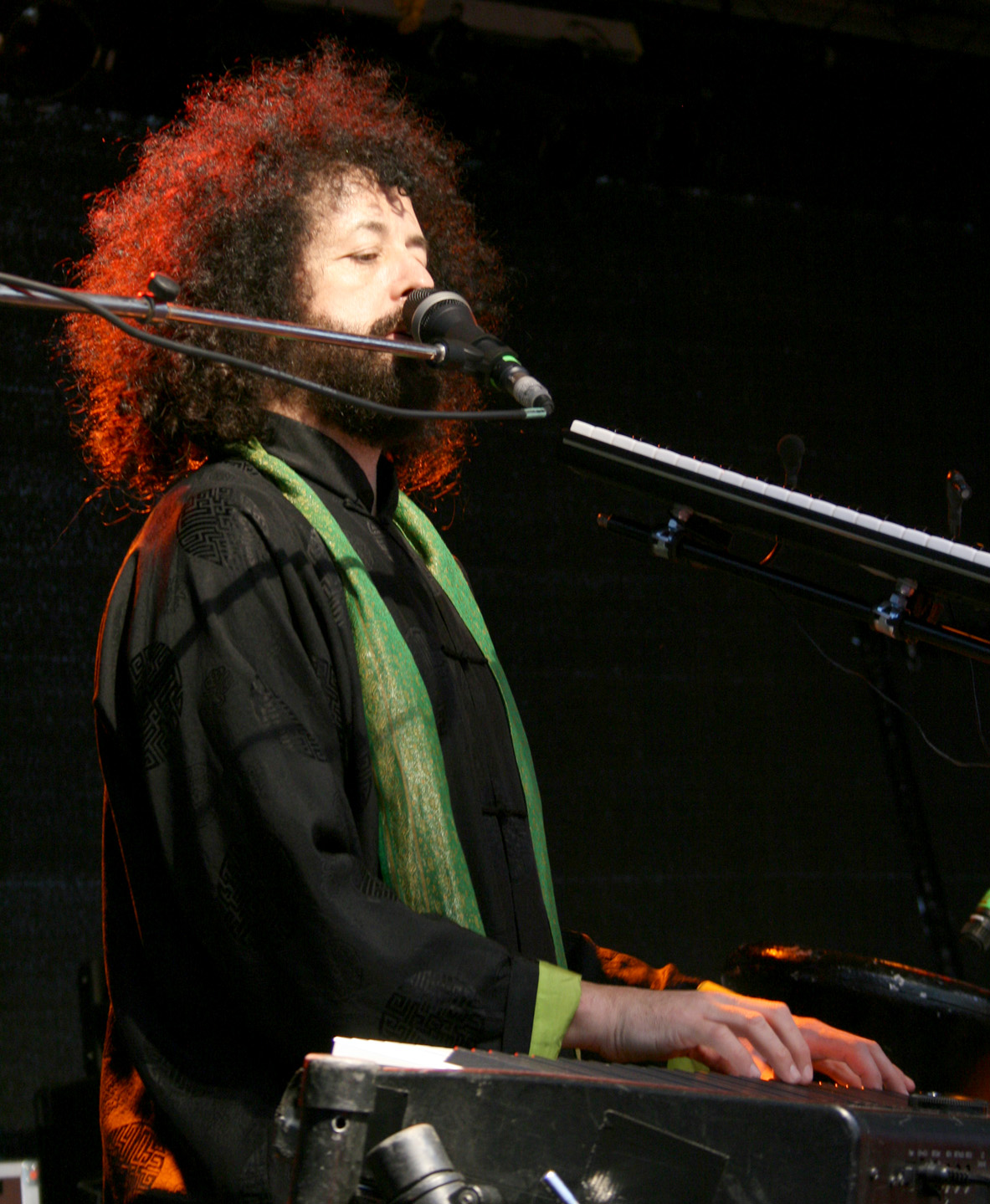
Elias Meiri (Wenen 2008)
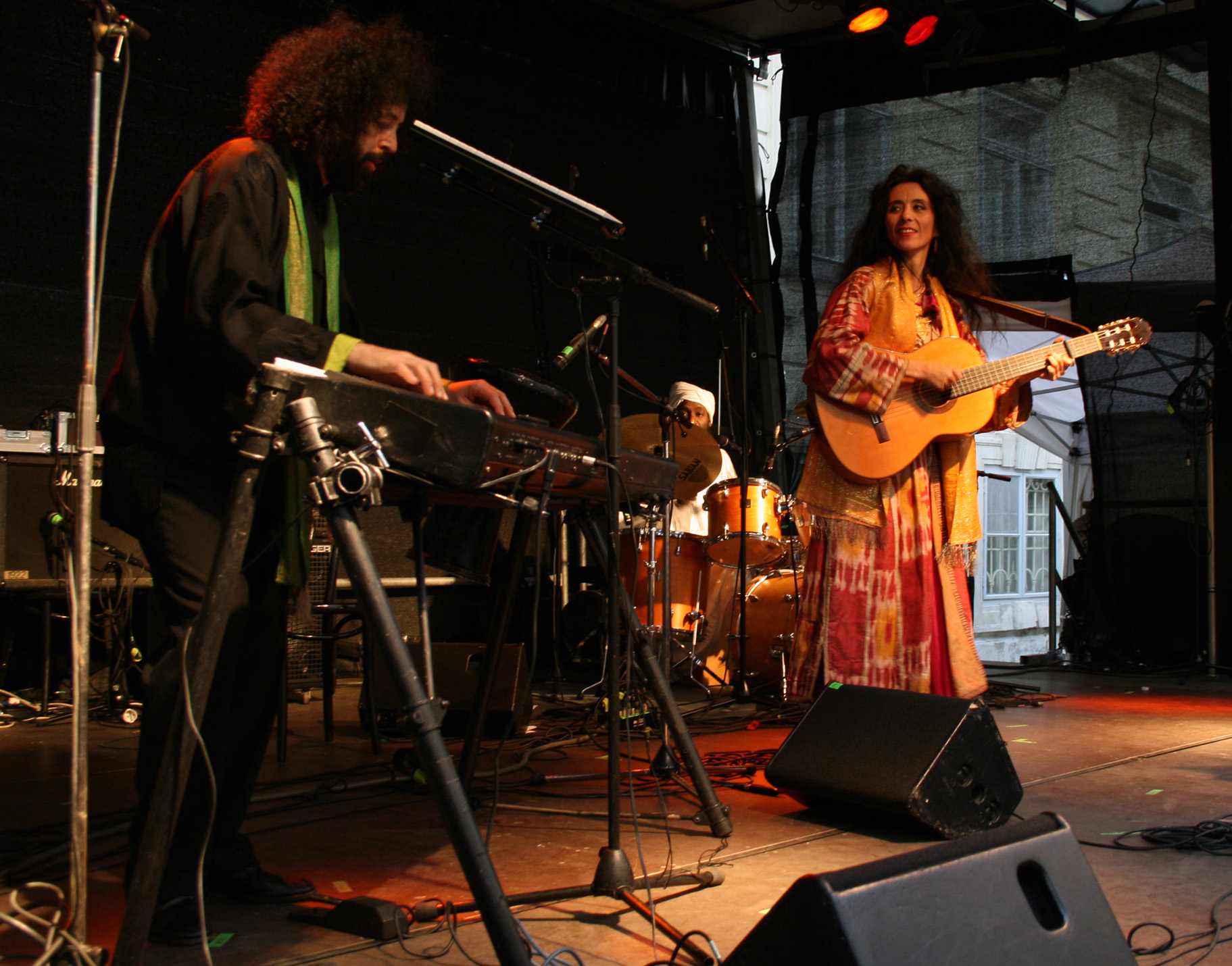
Timna Brauer & Elias Meiri Ensemble (Wenen 2008)

## Discografie
- 1987: Orient (Timna Brauer & Elias Meiri Ensemble)
- 1992: Mozart 'Anders' (Timna Brauer & Elias Meiri Ensemble) (variaties over de Zauberflöte)
- 1996: Tefila-Prayer / Jewish Spirituals (Timna Brauer)
- 1997: Chansons et violons (Timna Brauer & Elias Meiri) (chansons van Jacques Brel, Georges Brassens)
- 1999: Die Brauers (complete familie Brauer - 3 generaties)
- 2001: Songs from Evita (Timna Brauer)
- 2001: Voices for Peace (Timna Brauer en verschllende koren)
- 2005: Kinderlieder aus Europa cd + luisterboek (Timna Brauer & Elias Meiri Ensemble + kinderen)
- 2006: Der kleine Mozart hoorspel-cd voor kinderen (Timna Brauer & Elias Meiri Ensemble)

- Gemeinsame Normdatei: 135466164
- International Standard Name Identifier: 0000 0000 5637 9081
- Library of Congress Control Number: no2008045406
- MusicBrainz: 346a174b-31c6-4a8d-85e1-7a47aa353187
- Nationale Bibliotheek van Israël: 987007368151905171
- Nederlandse Thesaurus van Auteursnamen: 217186939
- Réseau des bibliothèques de Suisse occidentale: 02-A006481889
- Virtual International Authority File: 80202331
- WorldCat: E39PBJbMbBrTqDBJVHcRf6Y3wC